# ヒューゴ・キーナン
ヒューゴ・キーナン（Hugo Keenan、1996年6月18日 - ）は、ユナイテッド・ラグビー・チャンピオンシップ、レンスター・ラグビーに所属するラグビーユニオン選手。

## プロフィール
- アイルランド・ダブリン出身[1]。
- ポジションはウィング(WTB)、センター(CTB)。
- 身長 185cm、体重 92kg
- U20アイルランド代表に選ばれたことがある[2]。
- アイルランド代表キャップは36（2023年12月現在）でラグビーワールドカップ2023のアイルランド代表に選ばれた。
- 7人制アイルランド代表に選ばれたことがある。

## 略歴
2016年、レンスターに加入。
2024年、パリ五輪の7人制アイルランド代表に選ばれた。